# ناتالی مرچنت
ناتالی مرچنت (به انگلیسی: Natalie Merchant) موسیقی‌دان و خوانندهٔ کُنترآلتوی آمریکایی است که به عنوان یکی از اعضای پیشین تن‌تاوزند منیاکس نیز شناخته می‌شود.
مرچنت در سال ۱۹۸۱ و زمانی که ۱۷ ساله بود به تن‌تاوزند منیاکس پیوست و در سال ۱۹۹۳ به قصد پرداختن به پروژه‌های تکی‌اش گروه را ترک کرد. ترانه‌های ادیبانه و آگاهانهٔ اجتماعی، باعث شده‌اند نام او در زُمرهٔ زنان برجستهٔ موسیقی پاپ قرار بگیرد. مرچنت از سال ۱۹۹۵ تا به امروز ۸ آلبوم استودیویی انفرادی منتشر کرده‌است که اولین آلبومش با نام سوسن خال‌دار همچنان پُرفروش‌ترین آن‌هاست.
مرچنت جدای از فعالیت‌های موسیقی‌اش، سخنگویی فعال در مورد مسائل مختلف مربوط به کودکان محروم، هنر و محیط زیست بوده‌است.